# Croton tonantinensis
Espèce
Classification APG II (2003)
Croton tonantinensis est une espèce de plantes à fleurs du genre Croton et de la famille des Euphorbiaceae, présente au Brésil (Amazonas).